# The Simpsons Sing the Blues
The Simpsons Sing the Blues es el álbum de 1990 surgido como una rama de Los Simpson. El álbum contenía originariamente la música grabada que no aparecía en la serie salvo por la primera estrofa de la pista "Moaning Lisa Blues", presentada en el episodio Moaning Lisa el 11 de febrero de 1990.
Uno de los primeros números musicales, "Do the Bartman", lanza el álbum como su primera pista y como el primer Sencillo lanzado al mercado. Se trata de un éxito internacional, además de ser el único número uno del Reino Unido desde el 16 de febrero de 1991 y mantenerse ahí durante dos semanas después de la venta de más de 400 000 copias. Este fue casi 5 años antes de que la serie actual se incorporase a la televisión británica, a pesar de que había estrenado en el canal por satélite Sky One en 1990. El álbum fue lanzado en el mismo mes, y alcanzó el número seis. Esta canción es considerada un estilo de parodia.
Aunque "Bartman" fue muy popular en Norteamérica en la radio y canales musicales de televisión, no fue vendido comercialmente como un Sencillo.
El segundo Sencillo lanzado, "Deep, Deep Trouble", también salió bien en el Reino Unido, alcanzando el número 7. Tanto "Do the Bartman" como "Deep, Deep Trouble" fueron lanzados como vídeos musicales en 1991.
Diferentes actores del reparto prestaron sus voces para el álbum con material nuevo y para cubrir canciones. Hubo un notable número de músicos que aparecieron en el álbum, incluido BB King, DJ Jazzy Jeff, el Dr. John y Marcy Levy.

## Canciones del álbum
1. "Do the Bartman" (Original Bryan Loren anónimamente coescrito y coproducido por Michael Jackson)
  - Bart Simpson
2. "School Days" (original de Chuck Berry) (es la más duradera de la serie en la tanda publicitaria de Telefe desde 1992)
  - Bart Simpson
  - Con Buster Poindexter (vocal) y Joe Walsh (guitarra)
3. "Born Under a Bad Sign" (original de Albert King)
  - Homer Simpson
  - BB King (guitarra) y Tower of Power (bocinas)
4. "Moanin' Lisa Blues"
  - Lisa Simpson
  - Joe Walsh (guitarra), John Sebastian (armónica), y Tower of Power (bocinas)
5. "Deep, Deep Trouble" (Matt Groening)
  - Bart Simpson
  - Homer Simpson
  - Con DJ Jazzy Jeff
6. "God Bless the Child" (original de Billie Holiday)
  - Lisa Simpson
  - Cameo de Murphy Encias Sangrantes
7. "I Love to See You Smile" (original de Randy Newman)
  - Homer Simpson
  - Marge Simpson
  - Con Dr. John (piano)
8. "Springfield Soul Stew" (basado en "Memphis Soul Stew" de King Curtis)
  - Marge Simpson
9. "Look at All Those Idiots" (Jeff Martin, Sam Simon, Jai Winding)
  - Montgomery Burns
  - Waylon Smithers
10. "Sibling Rivalry" (John Boylan, James L. Brooks, Jai Winding)
  - Bart Simpson
  - Lisa Simpson

## Singles
| Información |
| --- |
| "Deep, Deep Trouble" - Lanzamiento: - Escrito por: Matt Groening, DJ Jazzy Jeff, the Fresh Prince - Producido por: - Posición entre éxitos: #7 (Reino Unido)                                        |
| "Do the Bartman" - Lanzamiento: 20 de noviembre de 1990 - Escrito por: Bryan Loren, Michael Jackson (sin reconocimiento) - Producido por: Michael Jackson - Posición entre éxitos: #1 (Reino Unido) |
| "God Bless the Child" - Lanzamiento: - Escrito por: Billie Holiday y Arthur Herzog Jr. - Producido por: - Posición entre éxitos:                                                                    |